# Andrușivka, Pohrebîșce
Andrușivka (în ucraineană Андрушівка) este localitatea de reședință a comunei Andrușivka din raionul Pohrebîșce, regiunea Vinnița, Ucraina.

## Demografie
Componența lingvistică a localității Andrușivka
     Ucraineană (98,46%)
     Rusă (1,27%)
     Alte limbi (0,27%)
Conform recensământului din 2001, majoritatea populației localității Andrușivka era vorbitoare de ucraineană (98,46%), existând în minoritate și vorbitori de rusă (1,27%).